# Abbotsdale
Abbotsdale è un centro abitato sudafricano situato nella municipalità distrettuale di West Coast nella provincia del Capo Occidentale.

## Geografia fisica
Il piccolo centro abitato sorge appena fuori dalla cittadina di Malmesbury a circa 55 chilometri a nord-est di Città del Capo.